# Personaggi de I cieli di Escaflowne
Questa voce raccoglie tutti i personaggi presenti nell'anime e nel manga I cieli di Escaflowne del 1996.

## Hitomi Kanzaki
- Doppiatrice originale: Maaya Sakamoto
- Doppiatrice italiana: Ilaria Latini

Hitomi Kanzaki  (神崎ひとみ?, Kanzaki Hitomi) è la protagonista della serie, una studentessa giapponese, ottima centometrista con la passione per i tarocchi. Uno squarcio dimensionale le si apre davanti durante una prova di velocità, e si trova coinvolta nella lotta di un giovane con un dragone. Il giovane è Van Fanel, e per errore, Hitomi viene trasportata con lui nel mondo di Gaia. Durante la sua permanenza a Gaia, le abilità psichiche latenti di Hitomi si manifestano in tutta la loro potenza. Hitomi ha infatti il dono di prevedere il futuro con estrema chiarezza, sia attraverso i tarocchi che tramite visioni incontrollabili. Occasionalmente Hitomi si è dimostrata anche in grado di invocare colonne di luce in grado di trasportare se stessa ed altri in altri posti. Nel corso della serie Hitomi sarà contesa fra l'amore per Van e i sentimenti per Allen Schezar, che ha una impressionante somiglianza con Susumu Amano, un suo compagno di scuola, che lei ha sempre amato segretamente.

## Van Fanel
- Doppiatore originale: Tomokazu Seki
- Doppiatore italiano: Fabrizio Manfredi

Van è il coprotagonista della serie, giovane re di Fanelia, secondo figlio del re Gio e della regina Varia. Varia era una draconiana, appartenente ad un popolo alato, diretti discendenti della gente di Atlantide. Essendo i draconiani considerati portatori di sfortuna, Van ha sempre nascosto le proprie ali fin da bambino. Suo fratello Folken, che avrebbe dovuto ereditare il trono, non ritornò mai da una caccia ad un dragone (prova indispensabile per accedere al trono di Fanelia) e fu considerato morto. Il re Gio morì di malattia e poco dopo anche Varia lo seguì. Van fu allevato da Balgas, fedele cavaliere del regno.
Arrivato all'età di 15 anni, Van affrontò la caccia al dragone, e durante la battaglia fu misteriosamente trasportato sulla terra, dove incontrò per la prima volta Hitomi. Dopo aver ucciso il dragone, Van e Hitomi furono riportati su Gaia. Tuttavia durante l'incoronazione del giovane Fanelia fu attaccata e distrutta dall'esercito di Zaibach, nonostante i suoi disperati tentativi di difesa a bordo del suo guymelef (una gigantesca armatura robotica) attivato attraverso un patto di sangue con esso.
Il guymelef di Van è l'Escaflowne.
Il destino di Van e quello di Hitomi sono strettamente collegati, e Van durante le battaglie è fortemente dipendente dalle previsioni di Hitomi, grazie alle quali riesce a salvarsi la vita più volte. Van inoltre cova un grosso rancore nei confronti del fratello Folken per aver abbandonato Fanelia ed aver tradito il proprio popolo assoggettandosi a Dornkirk.

## Allen Schezar
- Doppiatore originale: Shinichiro Miki
- Doppiatore italiano: Sandro Acerbo

Allen è un membro dei cavalieri Caeli, un corpo di cavalieri elitari di Asturia, ed ha una incredibile somiglianza con Susumu Amano, un compagno di scuola di Hitomi. Quando era più giovane, sua sorella minore, Serena fu rapita da Zaibach, e suo padre sparì misteriosamente. Da lì a poco sua madre morì per la tristezza. Di Allen è profondamente innamorata la principessa Millerna di Asturia; ma dimostra sentimenti forti per il giovane anche Hitomi.
Fin da bambino, Allen è stato addestrato ad essere uno dei più abili spadaccini di Gaea da Balgus di Fanelia. Durante i suoi primi anni da cavaliere, Allen si innamorò della principessa Marlene, e lei ebbe un figlio da questa relazione segreta, il principe Chid. In seguito nel corso della serie, Allen brevemente si innamora di Hitomi sotto l'influenza di Dornkirk. Il guymelef di Allen si chiama Scherazade.
Allen cova una profonda rabbia per suo padre Leon, per aver abbandonato sua moglie e la sua famiglia. In seguito sarà rivelato che in realtà Leon fu ucciso dai soldati di Dornkirk affinché rivelasse loro i segreti di Atlantide.

## Folken Fanel
- Doppiatore originale: George Nakata
- Doppiatore italiano: Sergio Di Stefano

Abile stratega di Zaibach, Folken è in realtà il fratello maggiore disperso di Van Fanel, e quindi l'originale erede al trono di Fanelia. Dopo non essere riuscito nell'impresa di uccidere un dragone ed avere perso un braccio, Folken fu arruolato da Zaibach, che lo curò sotto la guida di Dornkirk, sostituendogli il braccio perso, con uno meccanico. Inizialmente Folken credeva negli ideali di Zaibach di un mondo libero dalla guerra, ma fu presto disilluso. Così come Van, Folken è per metà draconiano, ed anche lui è dotato di ali d'angelo. Tuttavia le sue ali sono diventate nere, sintomo che la sua vita sta per giungere alla fine. Infatti, poco dopo la rivelazione delle ali nere dell'uomo, Folken muore uccidendo Dornkirk.

## Dilandau Albatou
- Doppiatrice originale: Minami Takayama
- Doppiatore italiano: Laura Lenghi

Capo di un gruppo scelto di piloti di guymelef dell'esercito di Zaibach, chiamati Dragon Slayers, Dilandau è del tutto privo di autocontrollo, compassione o semplicemente di coscienza. Il fuoco e la distruzione gli danno un enorme piacere, suggerendo una tendenza alla piromania. La sua evidente instabilità mentale tende a peggiorare nel corso della serie, soprattutto in seguito ad una ferita sul viso inferta durante un confronto con Van Fanel. Verso la fine della serie verrà rivelato che Dilandau è in realtà la sorella scomparsa di Allen, Serena, che fu rapita, subì un lavaggio del cervello, e fu trasformata in uomo da un esperimento di Dornkirk. Unico rapporto umano di quegli anni per Serena, fu Jajuka che si prese cura di lei. Man mano che il suo stato mentale peggiora, in Dilandau riaffiora a intermittenza la personalità di Serena. In seguito al crollo psicologico avuto alla vista dell'uccisione di Jajuka, Serena riemergerà completamente, liberandosi del tutto dall'influenza di Dilandau.

## Imperatore Dornkirk
- Doppiatore originale: Masato Yamanouchi
- Doppiatore italiano: Dario Penne

Il leader di Zaibach, dell'età di circa duecento anni terrestri ed ex-scienziato della Terra, in cui si chiamava Isaac. Isaac scoprì che l'attrazione fisica fra la materia era causata dalla forza di gravità, e tutto era governato da una legge universale. Per combattere quindi l'incontrollabilità degli eventi, inventò una macchina in grado di predire, e quindi cambiare, il futuro. Isaac fu trasportato su Gaea ed in seguito divenne l'imperatore Dornkirk dopo aver salvato i contadini di Zaibach con le sue conoscenze. Dornkirk non fa altro che guardare nel futuro con la sua apparecchiatura nel tentativo di creare il "suo" futuro ideale, benché le visioni di Hitomi e la connessione fra Van e l'Escaflowne, interferiscano con il suo lavoro. Il futuro ideale di Dornkirk è chiamato anche "fortuna assoluta", cioè un futuro in cui i desideri di chiunque si realizzano. Tuttavia Dornkirk ignora il fatto che la fortuna assoluta fu la causa della rovina di Atlantide. L'imperatore Dornkirk si può probabilmente identificare con Isaac Newton, che fu anche alchimista.

## Merle
- Doppiatrice originale: Ikue Ōtani
- Doppiatrice italiano: Domitilla D'Amico

Una ragazza gatto di tredici anni, cucciolo di compagnia ed amica d'infanzia di Van. Merle è terribilmente gelosa della relazione di Van con Hitomi, ma finirà per accettare la presenza della ragazza terrestre e diventarle persino amica. Orfana, Merle è stata allevata dalla famiglia Fanel, a cui è sempre stata fedelissima, al punto di essere pronta a sacrificare la propria vita per quella di Van.

## Balgus
- Doppiatore originale: Tesshō Genda
- Doppiatore italiano: Claudio Fattoretto

Uno dei tre maestri di spada di Gaea, e generale dell'esercito di Fanelia, Balgus è stato fedele servitore del padre di Van, fin dalla giovinezza. Dopo aver viaggiato a lungo per migliorare le proprie qualità, ritornò a Fanelia per occuparsi di Van, rimasto orfano. È stato per un breve periodo anche maestro di Allen. Balgus muore in battaglia, durante l'attacco di Zaibach a Fanelia per permettere a Van di salvarsi. Nonostante la sua morte avvenga nel secondo episodio della serie, Balgus continua ad influenzare l'esistenza di molti personaggi della serie e viene spesso ricordato tramite flashback.

## Millerna Aston
- Doppiatrice originale: Mayumi Iizuka
- Doppiatrice italiano: Georgia Lepore

Terza principessa del regno di Asturia, innamorata di Allen Schezar, benché sia fidanzata ufficialmente con il principe mercante Dryden Fassa. L'aspirazione di Millerna sarebbe quella di diventare un dottore, ma è stata costretta ad abbandonare gli studi da sua sorella Eries. Sua sorella maggiore, Marlene, deceduta anni prima, era la moglie del duca Freid, e madre del figlio di Allen, Chid. Più avanti negli episodi Millerna fuggirà dalla sua residenza ad Asturia per unirsi all'equipaggio di Van e realizzare il proprio sogno. Non è molto d'accordo con il proprio fidanzamento con Dryden, ma gradualmente riuscirà ad apprezzare anche le buone qualità del fidanzato. Alla fine della serie, tuttavia, i due si lasceranno, seppure rimanendo in buoni rapporti.

## Dryden Fassa
- Doppiatore originale: Jūrōta Kosugi
- Doppiatore italiano: Francesco Prando

Un colto, generoso e simpatico mercante, fidanzato con la principessa Millerna di Asturia, benché si tratti di un fidanzamento organizzato dai rispettivi genitori. È molto intuitivo e, benché non rinunci a flirtare con la fidanzata, è perfettamente conscio che la ragazza in realtà ami Allen Schezar.

## Principe Chid
- Doppiatrice originale: Minami Takayama
- Doppiatore italiano: Alessio Puccio

Quando la defunta principessa Marlene sposò il duca Freid, non rivelò mai la verità sulla propria gravidanza, lasciando credere al marito che il nascituro fosse figlio suo. Tuttavia in un diario rinvenuto da Millerna, salta fuori che in realtà quel bambino era frutto della passione fra Marlene ed Allen, cosa intuibile anche dalla forte somiglianza. Nonostante il duca Freid venga a conoscenza della realtà, di cui già nutriva sospetti, non rinuncia a crescere ed amare Chid come se fosse veramente suo figlio.

## Jajuka
- Doppiatore originale: Kōji Tsujitani
- Doppiatore italiano: Roberto Chevalier

Jajuka è un ex servo della strega che rapì Serena, e si prese cura della bambina trattandola con sincero affetto e premura. Quando Dilandau tornò dalla strega anni dopo, Jajuka accettò volontariamente di combattere al suo fianco.

## Eries Aston
- Doppiatrice originale: Yuri Amano
- Doppiatrice italiano: Cristina Boraschi

Seconda principessa di Asturia e sorella maggiore di Millerna. Non approva che la sorella minore diventi un dottore e cerca di scoraggiarla sia su quel fronte, sia sul suo rapporto con Allen Schezar. Dato che ha rifiutato di sposarsi, Eries non potrà mai salire sul trono di Asturia, nonostante in linea di successione, dopo la defunta Marlene c'era lei. Sarà inoltre lei a prendersi cura della sorella di Allen, Serena, quando questa riapparirà dal nulla.